# Radioactive Records
La Radioactive Records fu una casa discografica statunitense, formata come joint venture tra Gary Kurfist (1947 - 2009) (che ha gestito artisti di livello mondiale come i Ramones, i Big Audio Dynamite, i Deee-Lite e Deborah Harry) e la MCA Records.
Altri artisti che sono stati sotto contratto sono stati i Live, i Black Grape, Traci Lords, Star 69, gli Angelfish e i Goodbye Mr. Mackenzie.